# Heilig-Geist-Kirche (Fåborg)

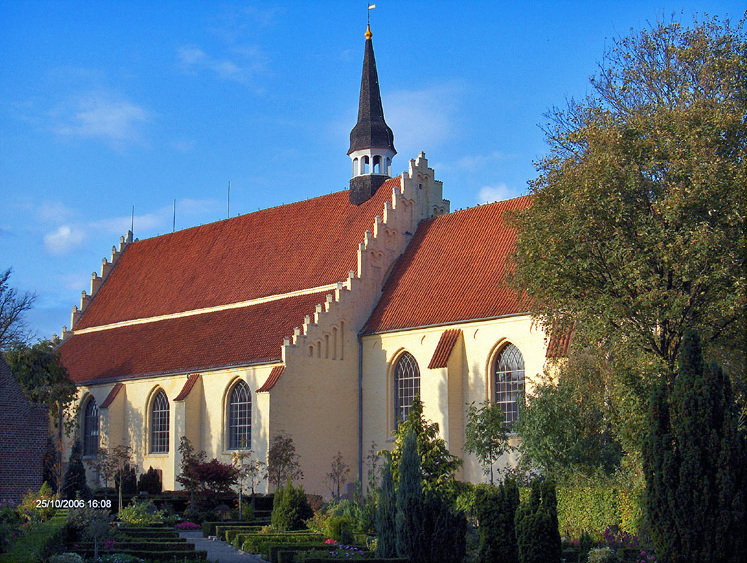
Fåborg, Heilig-Geist-Kirche

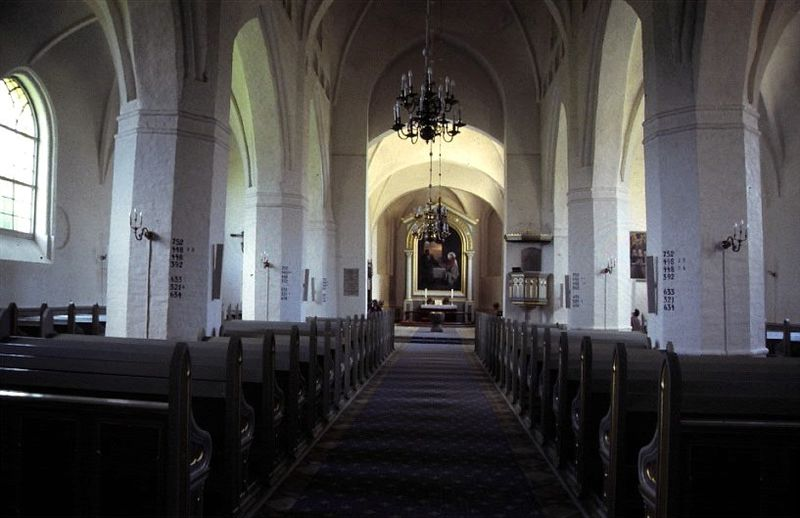
Innenraum

Die Heilig-Geist-Kirche oder einfach Fåborg-Kirche (dänisch Helligåndskirken) ist eine Kirche der Dänischen Volkskirche in Faaborg, Gemeinde Fåborg Sogn, an der Südküste der dänischen Insel Fünen. 

## Geschichte
Die Kirche war Klosterkirche des Klosters und Spitals der Hospitaliter vom Heiligen Geist, das 1477 unter Einbeziehung eines bereits vorhandenen Spitalhauses gestiftet wurde. Das Kloster wurde in den 1530er Jahren im Zuge der Reformation aufgehoben; das Spital blieb in den Konventsgebäuden. 1539 wurde die Heilig-Geist-Kirche Pfarrkirche, die alte Pfarrkirche St. Nikolai wurde abgerissen. Der Glockenturm der Nikolaikirche blieb erhalten und dient heute als Glockenturm der Heilig-Geist-Kirche.

## Bauwerk
Die Heilig-Geist-Kirche hat die Gestalt einer spätgotischen Bettelordenskirche. An ein dreischiffiges, dreijochiges Langhaus mit Dachreiter schließt sich ein zweijochiger eingezogener Chor mit polygonaler Apsis an. 
Von der vorreformatorischen Innenausstattung, teilweise aus der Nikolaikirche, sind ein Taufstein, Teile des Chorgestühls und Heiligenfiguren von einem Schnitzaltar erhalten. Im Zentrum steht ein klassizistischer Altar mit einer Emmaus-Szene von Vilhelm Marstrand. Den neuen, klassizistischen Taufstein schuf Hermann Ernst Freund.

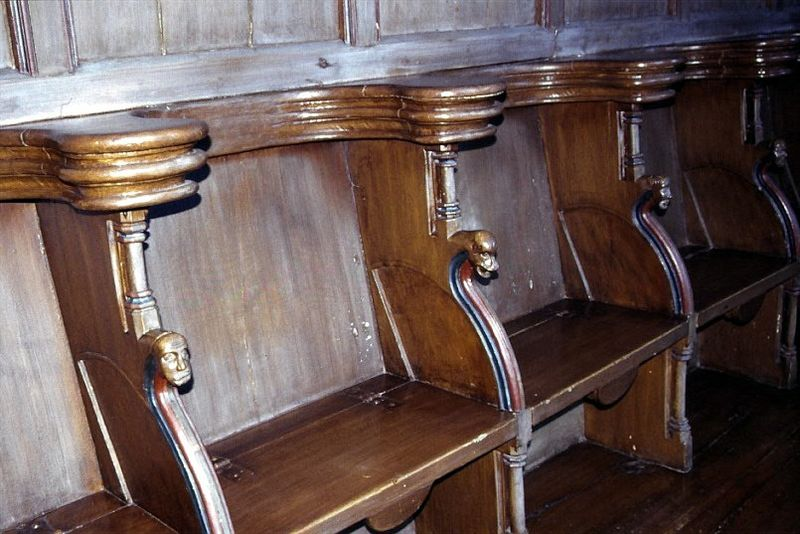
Spätgotisches Chorgestühl
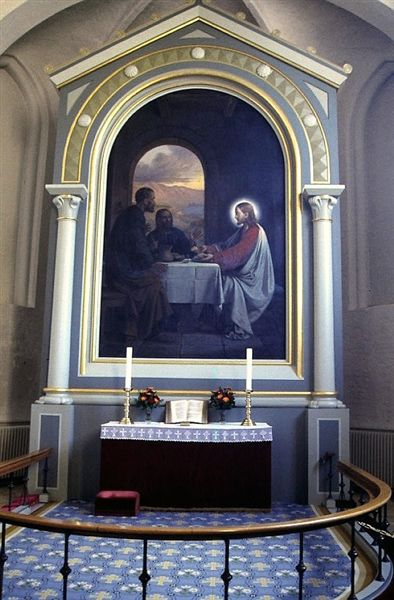
Altarbild von Vilhelm Marstrand
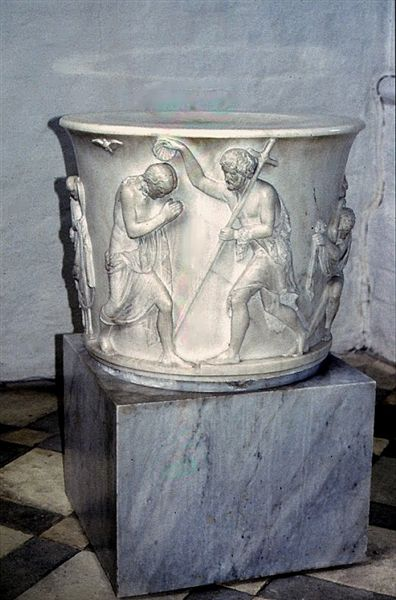
Taufstein von Hermann Ernst Freund